# Beinn Mheadhoin
Beinn Mheadhoin är ett berg i Storbritannien.   Det ligger i kommunen Highland och riksdelen Skottland, i den nordvästra delen av landet, 700 km nordväst om huvudstaden London. Toppen på Beinn Mheadhoin är 738 meter över havet, eller 586 meter över den omgivande terrängen. Bredden vid basen är 16,5 km.
Terrängen runt Beinn Mheadhoin är huvudsakligen kuperad.  Trakten runt Beinn Mheadhoin är nära nog obefolkad, med mindre än två invånare per kvadratkilometer. Trakten runt Beinn Mheadhoin består i huvudsak av gräsmarker.